# 花蜜

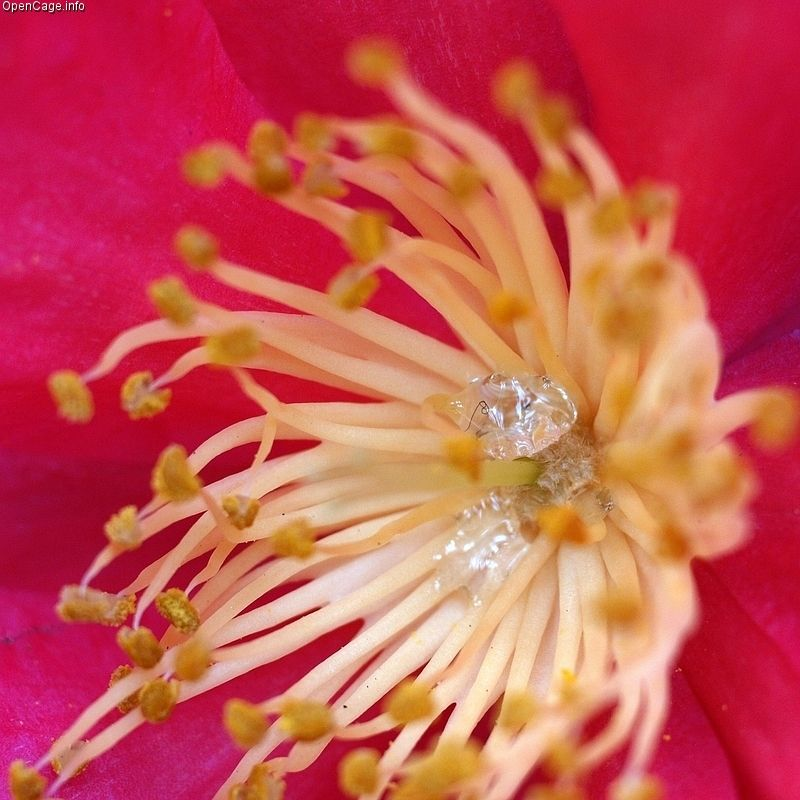
山茶花的花蜜。

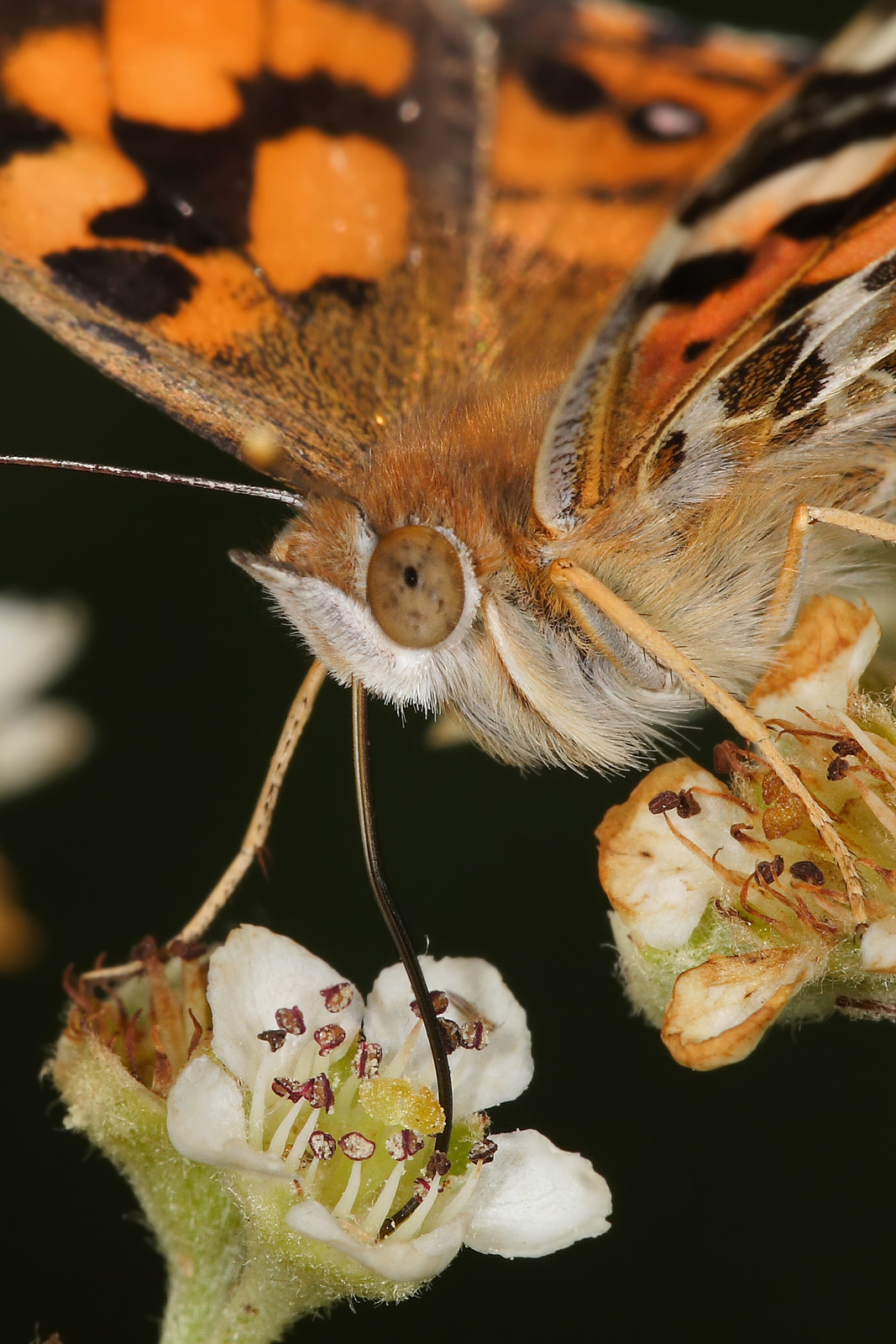
以花的花蜜为食的一只愷撒紅蛺蝶。

花蜜是開花植物的花內蜜腺等分泌的一種混合物，主要成分是小分子醣類，比如雙醣的蔗糖、單醣的果糖、葡萄糖及半乳糖，甚或三醣的棉子糖，四醣的水蘇糖等，其種類與比例會隨物種甚或品種有相當變化，可吸引授粉昆蟲來採蜜，从而達到幫助授粉的目的。蜜蜂采集花蜜可酿成蜂蜜。
花蜜的浓度會隨環境而变化，比如椴树在空气湿度为51%时，花蜜含糖量为72%；湿度为100%时，含糖量只有22%。蜜蜂喜欢采食含糖高的花蜜。
然而部分花蜜與花粉對蜜蜂具有毒性，比如含有半乳糖的茶花，以及鉀離子含量偏高的棗花；甚或對人具有毒性，比如雷公藤（Tripterygium wilfordii Hook.F.）、博落回 （Macleaya cordata (Willd.) R.Br）、狼毒（Stellera chamaejasme L.）。

## 延伸阅读
[在维基数据编辑]
 《欽定古今圖書集成·經濟彙編·食貨典·蜜部》，出自陈梦雷《古今圖書集成》